# Crkva sv. Jeronima u Rijeci
Crkva svetog Jeronima nalazi se na Trgu Riječke rezolucije u Rijeci. Elegantnim kasnobaroknim pročeljem definira istočno krilo zgrade Municipija, s kojom je nekad činila kompleks augustinskog samostana. Samostan i crkva sv. Jeronima ujedno su i mauzolej. U klaustru samostana je lapidarij s nadgrobnim pločama iz minulih stoljeća. U prezbiteriju su grobnice augustinaca,  članova obitelji Devin-Walsee, Giuseppea Minollija i Claudia Marburga.

## Povijest
Izgradnja augustinskog samostana započeta je iz zaklade feudalnih gospodara Rijeke, grofova Devinskih. Gradnja je započeta 1315. u vrijeme Ugona II., a završena je 1408. kada je Rijekom upravljao njegov unuk Ugon VI. Budući da je grad Rijeku svojom oporukom iz 1358. god. Ugon VI. ostavio svome zetu Raimbertu Walseeu, na tu je feudalnu obitelj prešlo patronatstvo nad samostanom i crkvom sv. Jeronima. U svetištu crkve nalaze se danas obiteljske grobnice obje feudalne dinastije. Kad je Rijeka prešla u posjed cara Fridriha III., godine 1465., samostanu su zagarantirane privilegije i imanja. Od 13. stoljeća do ukinuća reda 1788. augustinci su bili najmoćniji posjednici. Samostan je pripadao bavarsko-češkoj provinciji, a među redovnicama su bili istaknuti propovjednici, diplomati, senjski i modruški biskupi, te znanstvenici. Jedan je od njih kartograf Klobučarić.
Crkva sv. Jeronima prvotno je sagrađena 1363. godine, a tijekom stoljeća je više puta obnavljana. Stradala je u potresu 1750., tako da je 1768. barokizirana i produžena prema Trgu izgradnjom današnjeg pročelja. U unutrašnjosti su barokni oltari, glavni atribuiran Antoniju Michelazziju i dva bočna riječkoj radionici kamenorezaca Capovilla. Od gotičke građevine ostali su kontrafori i prozori sa šiljastim lukom na južnoj strani svetišta.
Najstariji dio crkve je svetište u kojem se, pored obiteljske grobnice grofova Devinskih, nalaze i grobnice augustinaca, obitelji Giuseppea Minolija te Klaudija Marburga iz 1676. godine. U crkvenom brodu bile su 23 grobnice u kojima su se sahranjivali patriciji, sve dok car Josip II. nije zabranio zakopavanje u crkvama. Kada je 1880. postavljen novi pod u crkvi, skinute su grobne ploče i uzidane u samostanski hodnik, gdje su postavljene i ploče s grobnica iz dviju kapela u hodniku. Prva do crkve je kapela sv. Trojstva, izuzetno lijep primjer alpske gotike na Kvarneru. Tu kapelu podigli su Martin i Margareta Raunacher, i u nju je bila smještenja njihova grobnica. Ispod gotičkih rebara konzolni su istaci na kojima su, uz ostale, uklesani i grbovi utemeljitelja. Nadgrobna ploča Raunacherovih sekundarno je uzidana s vanjske strane kapele do ulaznih vrata, a veoma je kvalitetno djelo visoke gotike. Na lijevom zidu kapele zanimljiv je memorijalni natpis vezan za nenadanu smrt carskog poklisara Hansa Edlinga koji je u Rijeci pregovarao s mletačkim izaslanikom o provedbi odluka Madridskog mira 1618. godine. Na sjevernoj je strani hodnika Kapela Bezgrešne Marije, koja je to ime dobila 1578. godine, a ranije se zvala kapela Blažene Djevice Marije od Milosti. Augustinci su tu kapelu predali kao oratorij bratovštini plemenitih Bezgrešnog Začeća. U kapeli su bile grobnice obitelji Paradiso (1680.), Troyer (1685.) i Benzoni (1716.). Bratovština je priređivala procesiju za Uskrs.

## Vanjske poveznice
|  | Zajednički poslužitelj ima još gradiva o temi Crkva Svetog Jeronima |